# 397 v.Chr.
Het jaar 397 v.Chr. is een jaartal volgens de christelijke jaartelling.

## Gebeurtenissen

### Griekenland
- Aeropus (Aeropus II van Macedonië) wordt gekozen tot koning van Macedonië (397-396 v.Chr.) en stoot daarmee Orestes van Macedonië van de troon.

### Italië
- De overlevenden van de Griekse kolonie Motya (Mozia), vestigen de stad Lilybaeum (Marsala) op het vasteland van Sicilië.
- De Carthaagse generaal Himilco belegert Syracuse, tijdens het beleg breekt de pest uit en Dionysius I weet de Carthagers te vernietigen.

## Geboren
- Antipater (~397 v.Chr. - ~319 v.Chr.), Macedonische veldheer en regent
- Dionysius II (~397 v.Chr. - ~343 v.Chr.), tiran van Syracuse